# Papanin-Nunatakker
Die Papanin-Nunatakker (russisch Го́ры Папанина Gory Papanina) sind eine kleine Gruppe von Nunatakkern im ostantarktischen Enderbyland. Sie liegen 17,5 km östlich des Alderdice Peak in den Nye Mountains.
Kartiert und benannt wurden sie im Zuge der 7. Sowjetischen Antarktisexpedition (1961–1963). Namensgeber ist der sowjetische Polarforscher Iwan Dmitrijewitsch Papanin (1894–1986).